# Lena Schmidt
Lena Schmidt (ur. 4 sierpnia 1989) – niemiecka lekkoatletka specjalizująca się w biegach sprinterskich. 
W 2011 zdobyła brązowy medal w biegu na 400 metrów podczas mistrzostw Europy dla sportowców do lat 23. 
Rekord życiowy w biegu na 400 metrów: 52,62 (26 czerwca 2011, Brema). 

## Osiągnięcia
| Rok  | Impreza                        | Miejsce | Konkurencja             | Lokata     | Wynik   |
| ---- | ------------------------------ | ------- | ----------------------- | ---------- | ------- |
| 2011 | Młodzieżowe mistrzostwa Europy | Ostrawa | bieg na 400 metrów      | 3. miejsce | 52,66   |
| 2014 | Mistrzostwa Europy             | Zurych  | sztafeta 4 × 400 metrów | 6. miejsce | 3:27,69 |